# Hamad Medjedovic
Hamad Medjedovic (Kirin Serbia: Хамад Међедовић, đã Latinh hoá: Hamad Međedović; sinh ngày 18 tháng 7 năm 2003) là một vận động viên quần vợt người Serbia.
Vào ngày 19 tháng 6 năm 2023, Medjedovic đạt thứ hạng đánh đơn ATP cao nhất là vị trí số 156 thế giới. Vào ngày 24 tháng 5 năm 2021, anh lên vị trí số 1267 ở bảng xếp hạng đôi.
Medjedovic có thứ hạng ITF trẻ cao nhất là vị trí số 9 thế giới vào ngày 4 tháng 1 năm 2021.

## Sự nghiệp

### 2021: Ra mắt ATP
Medjedovic lần đầu tham dự vòng đấu chính ATP tại giải Belgrade Open 2021 sau khi được đặc cách vào vòng đấu chính ở nội dung đơn và đôi.

### 2022: Danh hiệu Challenger đầu tiên
Medjedovic vào trận chung kết tại giải Platzmann-Sauerland Open 2022, loại cả hạt giống số 4 Marco Cecchinato và hạt giống số 1 Nicolás Jarry. Sau đó, anh đánh bại Zhang Zhizhen trong trận chung kết để giành danh hiệu Challenger đầu tiên.

### 2023: Trận thắng ATP đầu tiên, ra mắt Grand Slam, Davis Cup và top 200
Năm 2023, Medjedovic có trận thắng đầu tiên ở ATP Tour, khi anh lần đầu tham dự Davis Cup đánh bại Viktor Durasovic trong trận đấu với Na Uy mà Serbia thắng 4:0.
Vào tháng 3 năm 2023, Medjedovic giành danh hiệu Challenger thứ 2 tại giải Kiskút Open sau khi đánh bại Nino Serdarušić trong trận chung kết sau hai set. Với chức vô địch, anh trở thành tay vợt thanh thiếu niên Serbia thứ 4 giành nhiều danh hiệu Challenger, cùng với Novak Djokovic và Janko Tipsarević (với 3), và Miomir Kecmanović (với 2). Sau giải đấu, anh lọt vào top 200 (đứng thứ 192 thế giới) vào ngày 20 tháng 3 năm 2023. Vào tháng 5, xếp hạng 214, anh tăng gần 50 bậc trên bảng xếp hạng để lọt vào top 170 sau khi giành danh hiệu Challenger thứ 3 tại giải Upper Austria Open 2023 nơi anh đánh bại ba tay vợt Áo, trong đó có cựu số 3 thế giới và hạt giống số 1 Dominic Thiem ở vòng bán kết và hạt giống số 5 Filip Misolic trong trận chung kết. Ở 19 tuổi 9 tháng, anh trở thành tay vợt thanh thiếu niên Serbian thứ ba giành 3 danh hiệu trong lịch sử Challenger, cùng với Djokovic và Tipsarevic.
Xếp hạng 168, Medjedovic tham dự vòng loại Giải quần vợt Pháp Mở rộng 2023 trong lần đầu tham dự Grand Slam. Với các chiến thắng trước Ivan Gakhov, Juan Manuel Cerúndolo, và Jesper de Jong, Medjedovic đã vượt qua vòng loại của một giải Grand Slam trong lần đầu tham dự. Anh thua ở vòng 1 trước Marcos Giron sau bốn set.
Anh cũng vượt qua vòng loại Giải quần vợt Wimbledon 2023.

## Thống kê sự nghiệp
| VĐ | CK | BK | TK | V# | RR | Q# | A | NH |

### Đơn
Tính đến Giải quần vợt Wimbledon 2023.
| Giải đấu                    | 2021          | 2022          | 2023          | SR         | T–B        | %Thắng     |
| --------------------------- | ------------- | ------------- | ------------- | ---------- | ---------- | ---------- |
| Grand Slam                  |               |               |               |            |            |            |
| Úc Mở rộng                  | A             | A             | A             | 0 / 0      | 0–0        | –          |
| Pháp Mở rộng                | A             | A             | V1            | 0 / 1      | 0–1        | 0%         |
| Wimbledon                   | A             | A             | V1            | 0 / 1      | 0–1        | 0%         |
| Mỹ Mở rộng                  | A             | A             |               | 0 / 0      | 0–0        | –          |
| Thắng–Bại                   | 0–0           | 0–0           | 0–2           | 0 / 2      | 0–2        | 0%         |
| Đại diện quốc gia           |               |               |               |            |            |            |
| Davis Cup                   | A             | A             | VB            | 0 / 1      | 1–0        | 100%       |
| Thế vận hội Mùa hè          | A             | Không tổ chức | Không tổ chức | 0 / 0      | 0–0        | –          |
| Thắng–Bại                   | 0–0           | 0–0           | 1–0           | 0 / 1      | 1–0        | 100%       |
| ATP Masters 1000            |               |               |               |            |            |            |
| Indian Wells Masters        | A             | A             | A             | 0 / 0      | 0–0        | –          |
| Miami Open                  | A             | A             | A             | 0 / 0      | 0–0        | –          |
| Monte-Carlo Masters         | A             | A             | A             | 0 / 0      | 0–0        | –          |
| Madrid Open                 | A             | A             | A             | 0 / 0      | 0–0        | –          |
| Internazionali BNL d'Italia | A             | A             | A             | 0 / 0      | 0–0        | –          |
| Canada Mở rộng              | A             | A             |               | 0 / 0      | 0–0        | –          |
| Cincinnati Masters          | A             | A             |               | 0 / 0      | 0–0        | –          |
| Thượng Hải Masters          | Không tổ chức | Không tổ chức |               | 0 / 0      | 0–0        | –          |
| Paris Masters               | A             | A             |               | 0 / 0      | 0–0        | –          |
| Thắng–Bại                   | 0–0           | 0–0           | 0–0           | 0 / 0      | 0–0        | –          |
| Thống kê sự nghiệp          |               |               |               |            |            |            |
|                             | 2021          | 2022          | 2023          | SR         | T–B        | %Thắng     |
| Giải đấu                    | 1             | 2             | 3             | Tổng số: 6 | Tổng số: 6 | Tổng số: 6 |
| Danh hiệu                   | 0             | 0             | 0             | Tổng số: 0 | Tổng số: 0 | Tổng số: 0 |
| Chung kết                   | 0             | 0             | 0             | Tổng số: 0 | Tổng số: 0 | Tổng số: 0 |
| Tổng số Thắng–Bại           | 0–1           | 0–2           | 1–3           | 0 / 6      | 1–6        | 14%        |
| % Thắng                     | 0%            | 0%            | 25%           | 14.29%     | 14.29%     | 14.29%     |
| Xếp hạng cuối năm           | 671           | 255           |               | $204,088   | $204,088   | $204,088   |

## Chung kết ATP Challenger Tour và ITF World Tennis Tour

### Đơn: 6 (6–0)
| Chú thích                   |
| --------------------------- |
| ATP Challenger Tour (3–0)   |
| ITF World Tennis Tour (3–0) |

| Kết quả | T-B | Ngày                | Giải đấu                | Thể loại          | Mặt sân | Đối thủ             | Tỷ số              |
| ------- | --- | ------------------- | ----------------------- | ----------------- | ------- | ------------------- | ------------------ |
| Thắng   | 1–0 | 3 tháng 4 năm 2022  | Antalya, Thổ Nhĩ Kỳ     | World Tennis Tour | Đất nện | Timo Stodder        | 6–0, 6–1           |
| Thắng   | 2–0 | 10 tháng 4 năm 2022 | Antalya, Thổ Nhĩ Kỳ     | World Tennis Tour | Đất nện | Valentin Royer      | 6–3, 6–2           |
| Thắng   | 3–0 | 8 tháng 5 năm 2022  | Ulcinj, Montenegro      | World Tennis Tour | Đất nện | Àlex Martí Pujolràs | 6–1, 6–2           |
| Thắng   | 4–0 | Tháng 7 năm 2022    | Lüdenscheid, Đức        | Challenger        | Đất nện | Zhang Zhizhen       | 6–1, 6–2           |
| Thắng   | 5–0 | Tháng 3 năm 2023    | Székesfehérvár, Hungary | Challenger        | Đất nện | Nino Serdarušić     | 6–4, 6–3           |
| Thắng   | 6–0 | Tháng 5 năm 2023    | Mauthausen, Áo          | Challenger        | Đất nện | Filip Misolic       | 6–2, 6–7(5–7), 6–4 |

### Đôi: 1 (1 danh hiệu, 0 á quân)
| Chú thích                 |
| ------------------------- |
| ATP Challenger Tour (0–0) |
| ITF Futures (1–0)         |

| Kết quả | T–B | Ngày                | Giải đấu                        | Thể loại | Mặt sân | Đồng đội      | Đối thủ                          | Tỷ số    |
| ------- | --- | ------------------- | ------------------------------- | -------- | ------- | ------------- | -------------------------------- | -------- |
| Thắng   | 1–0 | 15 tháng 5 năm 2021 | Prijedor, Bosnia và Herzegovina | Futures  | Đất nện | Marko Tepavac | Stefan Micov Alen Rogić Hadžalić | 6–1, 6–4 |

## Thành tích đối đầu với tay vợt top 10
Dưới đây là thành tích đối đầu với các tay vợt đã xếp hạng trong top 10 của Medjedovic, với những tay vợt còn thi đấu được in đậm. Chỉ các trận đấu ở vòng đấu chính ATP Tour và Davis Cup được tính:
| Tay vợt               | Thành tích | % Thắng | Cứng      | Đất nện    | Cỏ        | Trận đấu gần nhất                                      |
| --------------------- | ---------- | ------- | --------- | ---------- | --------- | ------------------------------------------------------ |
| Tay vợt số 3 thế giới |            |         |           |            |           |                                                        |
| Dominic Thiem         | 1–0        | 100%    | –         | 1–0        | –         | Thắng (7–5, 2–6, 6–3) tại Gstaad 2023                  |
| Tổng số               | 1–0        | 100%    | 0–0 ( – ) | 1–0 (100%) | 0–0 ( – ) | * Thống kê chính xác tính đến ngày 19 tháng 7 năm 2023 |